# Фёдоровка (Змиёвская городская община)
Фёдоровка, до ВОВ Фёдоровщина (укр. Федорівка) - село, 
Борковский сельский совет,
Змиёвский район,
Харьковская область.
Код КОАТУУ — 6321780511. Население по переписи 2001 года составляет 224 (103/121 м/ж) человека.

## Географическое положение
Село Фёдоровка расположено в балке Глубокая Долина и примыкает к сёлам Борки, Гужвинское, Кирюхи; в 1,5 км расположена железнодорожная станция Борки.

## История
- 1659 — дата основания Борок.
- В 1860-х годах село называлось Фёдоровщина; в нём была православная церковь.[1]
- В 1940 году хутор назывался Фёдоровщина; в нём было 34 двора и ветряная мельница.[4]
- После ВОВ село было переименовано в Фёдоровку.

## Экономика
- Птице-товарная ферма.